# Daniel Schnyder (Musiker)
Daniel Schnyder (* 1961 in Zürich) ist ein Schweizer Jazz-Saxophonist (Tenor, Sopran), Flötist und Komponist des Jazz und der klassischen Musik.

## Leben und Wirken
Schnyder studierte Saxophon und Komposition am Berklee College of Music in Boston sowie Flöte am Konservatorium von Winterthur bei Heinrich Keller. Schnyder ist sowohl im Jazz als auch in klassischer Musik aktiv und überschreitet bewusst die Grenzen der sonst meist streng getrennten Musikgenres, auch zur populären Musik und Weltmusik. Nach eigenen Worten benutzt er dabei Jazz-Ensembles auch als Testlabor, um seine Kompositionen zu verbessern (auch durch improvisatorisch eingebrachte Ideen oder Konzepte anderer Musiker). Entsprechend leitet er sowohl Jazz-Combos als auch kammermusikalische Ensembles oder wirkt in ihnen als Instrumentalist mit.
Schnyder schrieb zahlreiche Auftragskompositionen für internationale Orchester und klassische Ensembles, z. B. zwei Opern («The Tempest» nach Shakespeare 1996 für die Oper in Bern, «Casanova» 2005), ein Klavierkonzert, ein Violinkonzert, vier Streichquartette, eine Trompetensonate und vier Sinfonien. Im Jahr 2014 führte er unter grossem Erfolg mit «Alkeste revisited» nach Händels «Alceste» ein Auftragswerk der Händel-Festspiele Halle (Saale) und des MDR mit dem MDR-Sinfonieorchester und dem MDR-Rundfunkchor auf. Für Orchester arrangiert und komponiert er Konzertprogramme, die z. B. an der Musik der Rolling Stones oder von Duke Ellington orientiert sind.
Er tourte mit eigenem Trio «Worlds beyond» (mit dem Pianisten Kenny Drew junior und dem Bassposaunisten Dave Taylor), mit dem er sowohl Jazz als auch klassische Musik und eigene Kompositionen spielte. Mit Drew hatte er auch ein Quartett «Da Skale». Er arrangierte und komponierte u. a. für Abdullah Ibrahim («African Suite», Enja, er nahm auch Schnyders «African Symphony» auf), Lee Konitz («Strings for Holiday», Enja), Paquito D’Rivera («La Habanera», Enja) und Eliana Burki («Alpine Horn Symphonic»). Aus einem Freischütz-Projekt entstand sein Werk «Tarantula» (Enja, 1992–1996, mit der NDR Philharmonie unter George Gruntz und mit Jazzmusikern wie Thomas Chapin, Adam Taubitz und Hubert Laws).
CDs, die unter eigenem Namen stehen, sind «Secret Cosmos» mit seinem «Modern Art Septet» 1987, «Winds» 1990 (Schwann/Koch), «Mythen» (Schwann/Koch) 1991, «Mythologie» (Enja) 1991, «Songbook» 2002 (mit seinem «Songbook for Saxophone and Orchestra»), «Colossus of Sound» 2004 (NDR Radiophilharmonie unter Kristjan Järvi, Enja). 2011 erschien bei Migros ein Porträt-Album, das das Concerto for Chamber Orchestra und zahlreiche jüngere kammermusikalische Werke enthält. Eine Sammlung von Blues, Ballads and Beyond erschien 2015, ebenso unter dem Motto Art of the Duo bei Neuklang eine Einspielung mit David Taylor. Tonträger mit Aufführungen seiner Kompositionen United for Bigband and Symphony Orchestra mit der NDR Bigband und Alkeste revisited veröffentlichte er 2021 bei Bandcamp.
Schnyder lebt seit vielen Jahren in New York City. Er gibt Kurse an der Stuttgarter Crossover Academy, die er mit Ingo Goritzki leitet. 2021 erhielt er den Franco Ambrosetti Award.

## Preise
- Conrad-Ferdinand-Meyer-Preis (1990)[3]

## Schriften
- «Vertical relationship in music»